# 1-joodpropaan
1-joodpropaan of n-propyljodide is een organische verbinding met als brutoformule C3H7I. De zuivere stof komt voor als een heldere kleurloze vloeistof, die slecht oplosbaar is in water. Door blootstelling aan licht kan de vloeistof lichtgeel tot roodbruin verkleuren. De verbinding is commercieel verkrijgbaar en wordt meestal gestabiliseerd met koper. 

## Synthese
1-joodpropaan kan bereid worden door verhitten van 1-propanol met di-jood en fosfor.